# Christiana Figueres
Karen Christiana Figueres Olsen (San José, 7 augustus 1956) is een Costa Ricaans diplomaat met 35 jaar ervaring in de nationale en internationale politiek op het hoogste niveau. In juli 2010 werd zij aangesteld als secretaris-generaal van het UNFCCC, de klimaatconferentie van de Verenigde Naties, zes maanden na de mislukte klimaatconferentie van Kopenhagen (COP15) in 2009. In die functie volgde zij de Nederlander Yvo de Boer op.
De volgende jaren heeft Figueres zich ingespannen om het onderhandelingsproces rond het Klimaatverdrag opnieuw vlot te krijgen, met aandacht voor transparantie en samenwerking. Mede door haar inzet kwam in december 2015 het Akkoord van Parijs tot stand.
Christiana Figueres werd als secretaris-generaal van het UNFCCC op 18 juli 2016 opgevolgd door de Mexicaanse Patricia Espinosa.
In haar wetenschappelijke loopbaan werkte zij rond klimaatverandering, duurzame ontwikkeling, energie, bodemgebruik, en technische en financiële ontwikkelingssamenwerking. Figueres geeft vaak lezingen en is auteur van een reeks boeken.
In februari 2020 verscheen van haar een boek waarin zij ronduit pleit voor burgerlijke ongehoorzaamheid om het klimaat nog te redden.
Christiana Figueres heeft twee dochters en spreekt Spaans, Engels en Duits.